# Pararhadinaea melanogaster
Pararhadinaea melanogaster е вид змия от семейство Смокообразни (Colubridae). Видът е световно застрашен, със статут Уязвим.

## Разпространение
Разпространен е в Мадагаскар.